# Geoffrey Hills
Geoffrey Hills är en kulle i Antarktis. Den ligger i Östantarktis. Australien gör anspråk på området. Toppen på Geoffrey Hills är 145 meter över havet.
Terrängen runt Geoffrey Hills är huvudsakligen platt, men norrut är den kuperad.  Trakten är obefolkad. Det finns inga samhällen i närheten.